# Francesco Buhagiar
Francesco Buhagiar (Qrendi, Malta Británica; 7 de septiembre de 1876 - San Julián, Malta Británica; 27 de junio de 1934) fue un político británico que se desempeñó como el 2º Primer Ministro de Malta, cargo entonces conocido como Jefe del Ministerio de Malta, entre 1923 y 1924.

## Biografía
Hijo de Michele Buhagiar y Filomena Mifsud, Francesco Buhagiar nació en Qrendi el 7 de septiembre de 1876. Se graduó en Derecho en la Universidad Real de Malta en 1901 e inició su carrera como abogado en derecho civil y comercial. Después de veinte años de ejercer la abogacía, con el autogobierno de Malta, Buhagiar fue elegido miembro de la Asamblea Legislativa en las elecciones de 1921 en la lista de la Unione Politica Maltese (UPM) de Ignazio Panzavecchia. Desde octubre de 1922 se desempeñó como Ministro de Justicia, y un año después fue designado para reemplazar a Joseph Howard como primer ministro. Lideró un gobierno minoritario a lo largo de 1924, en el período previo y posterior a las elecciones de junio de 1924, en las que la UPM solo obtuvo 10 escaños. Luego fue designado como juez de los Tribunales Superiores, donde se desempeñó hasta 1934.
Murió a los 57 años por complicaciones de apendicitis en el Blue Sisters Hospital y fue enterrado en el cementerio de Addolorata. Francesco Buhagiar estaba casado con Enrichetta Said y tenían cinco hijos. Se le recuerda como un jurista consumado, un hombre práctico y un político muy respetado.